# Tulúl as-Safá
Tulúl as-Safa (الصفا – as-Safa/ místní výslovnost es-Safa nebo تلول الصفا – Tulúl as-SAFA) je vulkanické pole v jižní Sýrii, blízko hranic s Jordánskem přibližně 75 km jihozápadně od Damašku.
Pole se rozkládá na ploše 220 km², sestává přibližně s 38 čedičových struskových kuželů a je vlastně pokračováním rozsáhlejšího pole Harrat aš Šám, rozkládajícího se na území Sýrie (vulkanické pole As-Safa), Jordánska a Saúdské Arábie (vulkanické pole Al Harrah). Přibližně v polovině 19. století bylo v tomto poli pozorované lávové jezero, pozdější aktivita v oblasti nebyla zaznamenána.